# Augusta Braxton Baker
Augusta Braxton Baker (Baltimore, 1 de abril de 1911-Columbia, 23 de febrero de 1998) fue una bibliotecaria y narradora estadounidense. Fue conocida por sus contribuciones a la literatura infantil, especialmente en lo que respecta a la representación de los afroestadounidenses en obras para niños.

## Primeros años de vida y educación
Augusta Braxton Baker nació el 1 de abril de 1911 en Baltimore, Maryland. Sus padres eran maestros de escuela, quienes le inculcaron el amor por la lectura. Durante el día, mientras sus padres trabajaban, su abuela, Augusta Fax (de quien recibió su nombre) la cuidaba y le contaba historias. Baker se deleitaba con estas historias y llevó su amor por ellas a lo largo de su vida. Aprendió a leer antes de comenzar la escuela primaria, luego se matriculó en la escuela secundaria negra (racialmente segregada) donde enseñaba su padre y se graduó a la edad de 16 años. Luego, Baker ingresó a la Universidad de Pittsburgh, donde conoció y se casó con James Baker al final de su segundo año.
Tras mudarse con su marido a Nueva York, Baker intentó trasladarse al Albany Teacher's College (ahora Universidad Estatal de Nueva York en Albany), sólo para encontrarse con la oposición racial de la universidad. Eleanor Roosevelt, la esposa de Franklin D. Roosevelt (que entonces era gobernador de Nueva York), estaba en la junta directiva del Consejo Interracial de Albany (ahora Liga Urbana de Albany). La señora Roosevelt abogó firmemente por el traslado de Baker. Aunque la universidad no quería admitir a negros, tampoco querían oponerse a la esposa del gobernador, y Baker fue admitido.  Mientras estuvo allí, apuntó hacia una carrera diferente y escribió: «Descubrí que amaba los libros, pero no amaba enseñar». Completó su educación allí, obteniendo una bachiller en letras en educación en 1933 y una bachiller en ciencias en biblioteconomía en 1934. Se convirtió en la primera afroestadounidense en obtener una maestría en bibliotecología de la universidad.

## Carrera profesional
Después de graduarse, Baker enseñó durante algunos años, hasta que fue contratada en 1937 como bibliotecaria infantil en la sucursal de la calle 135 de la Biblioteca Pública de Nueva York (ahora la sucursal regional de Countee Cullen) en Harlem. Moore presentó su solicitud tres veces antes de que la jefa de servicios para niños, Anne Carroll Moore, se interesara personalmente por su solicitud. Más tarde, Moore reprendió a la directora de la biblioteca por no transmitir la solicitud, ya que estaba interesada en cualquiera que mostrara afinidad por el trabajo infantil.
En 1939, la rama comenzó un esfuerzo para encontrar y recopilar literatura infantil que retratara a los negros como algo más que «bufones serviles», que hablaban en un dialecto grosero y otros estereotipos similares. Esta colección, fundada por Baker como Colección de libros infantiles en memoria de James Weldon Johnson, dio lugar a la publicación de la primera de una serie de bibliografías de libros para y sobre niños negros. Baker impulsó este proyecto alentando a autores, ilustradores y editores a producir, así como a bibliotecas a adquirir, libros que representaran a los negros de manera favorable.
En 1953, fue nombrada Especialista en Narración y Coordinadora Asistente de Servicios para Niños. Poco después, se convirtió en Coordinadora de Servicios para Niños en 1961, convirtiéndose en la primera bibliotecaria afroestadounidense en un puesto administrativo en la Biblioteca Pública de Nueva York (NYPL). En este cargo, supervisó los programas para niños en todo el sistema de la NYPL y estableció políticas para ellos. Durante este tiempo, Baker también ocupó un lugar destacado en la División de Servicios Infantiles de la Asociación de Bibliotecas de Estados Unidos (ahora Asociación de Servicios Bibliotecarios para Niños), habiendo sido su presidente. Además, presidió el comité que otorgó la Medalla Newbery y la Medalla Caldecott. Además, Baker influyó en muchos autores e ilustradores infantiles, como Maurice Sendak, Madeleine L'Engle, Ezra Jack Keats y John Steptoe, mientras ocupaba este puesto. También trabajó como consultora para el entonces recién creado programa infantil Sesame Street.
En 1946, publicó una extensa bibliografía de títulos relacionados con la experiencia negra titulada Books about Negro Life for Children. En un artículo de 1943, Baker expuso sus criterios de selección. Los libros incluidos deben ser aquellos «que brinden una imagen imparcial, precisa y completa de la vida de los negros en todas partes del mundo». Las listas y los estándares se distribuyeron gratuitamente desde la sucursal de la calle 135 en Harlem. Muchos bibliotecarios, editores y autores de la época utilizaron las listas junto con su propio trabajo. En 1971, pasó a llamarse The Black Experience in Children's Books, y sus criterios desempeñaron un papel importante a la hora de generar conciencia sobre los estereotipos dañinos en Little Black Sambo de Helen Bannerman.
En 1974, Baker se retiró de la Biblioteca Pública de Nueva York. Sin embargo, en 1980, regresó a la biblioteconomía para asumir el recién creado puesto de Narradora Residente en la Universidad de Carolina del Sur; este fue también el primer puesto de este tipo en cualquier universidad estadounidense en ese momento. Permaneció allí hasta su segunda jubilación en 1994. Durante su estancia allí, Baker coescribió un libro titulado Storytelling: Art and Technique con su colega Ellin Greene, que se publicó en 1987.

## Muerte y legado
Después de una larga enfermedad, Baker murió a la edad de 86 años el 23 de febrero de 1998. Su legado se ha mantenido incluso hoy, particularmente a través del festival anual de narración «Baker's Dozen: A Celebration of Stories». Patrocinado por la Facultad de Información y Comunicaciones de la Universidad de Carolina del Sur y la Biblioteca Pública del Condado de Richland, este festival se originó en 1987 durante la época de Baker en la Universidad y se celebra aún hoy. La Facultad de Información y Comunicaciones también creó una cátedra subvencionada que lleva el nombre de Baker en 2011. En 2019, la Dra. Nicole A. Cooke fue nombrada presidenta del Augusta Baker Endowment.
Cuando se le preguntó: «¿Qué les dice a sus alumnos cuando realiza sus talleres?», Baker declaró:
«Les digo lo que siempre he dicho. Dejen que la historia se cuente sola, y si es una buena historia y la han preparado bien, no necesitan todos los extras: el vestuario, el histrionismo, el gran dramatismo. Las personas de todas las edades quieren escuchar historias. Seleccionen bien, prepárense bien y luego avancen, manténganse erguidos y simplemente cuenten».
Su legado también continúa a través de la Colección Augusta Baker de Literatura y Folclore Infantil de la Universidad de Carolina del Sur. La colección, donada por su hijo, James H. Baker III, contiene más de 1.600 libros para niños, incluidos materiales de su biblioteca personal y de trabajo, así como artículos, ilustraciones y antologías de cuentos populares que Baker utilizó durante su carrera.

## Premios y honores
- Primer ganador del premio E. P. Dutton - John Macrae (1953)[2]
- Premio Medalla de Parents Magazine (1966)[2]
- Premio Grolier de la Asociación Estadounidense de Bibliotecas (1968)[2]
- Asociación Nacional del Libro de Mujeres, Premio Constance Lindsay Skinner (1971)[2]
- Premio Clarence Day (1975)[2]
- Membresía honoraria de la Asociación de Bibliotecas de Estados Unidos (1975)[15]
- Doctorado honorario de la Universidad de San Juan (1980)[2]
- Medalla Regina de la Asociación de Bibliotecas Católicas (1981)[16][17]
- Doctorado Honorario de la Universidad de Carolina del Sur (1986)[18]
- Segunda ganadora del Premio al Servicio Distinguido de la Asociación de Servicios Bibliotecarios para Niños (1993)[19]